# کانان هایتس (ویرجینیای غربی)
کانان هایتس (به انگلیسی: Canaan Heights) یک منطقهٔ مسکونی در ایالات متحده آمریکا است که در شهرستان توکر، ویرجینیای غربی واقع شده‌است.